# Jaume Llort
Jaume Llort Anguera (Reus, 19 de juliol de 1811 - 1887) va ser un milicià català i un revolucionari exaltat.
Segons l'historiador Pere Anguera, "Fou un reusenc amb fama d'eixelebrat i bullanguer entre els coetanis". Era amic del polític i militar que va ser alcalde a Girona i a Reus, Joan Martell, amb el que va compartir aventures en les guerres carlines; i també tenia amistat amb Joan Prim.
Va ser autor d'una autobiografia més aviat hagiogràfica que explica la seva vida amb un retrat romàntic, idealista, esbojarrat, disposat a morir i a viure contra corrent. Participà en diverses conspiracions durant la Dècada Ominosa per forçar el retorn del règim constitucional. El 1832 s'embarcà cap a Cantàbria, en un viatge ple d'incidències que acabà amb diversos intents de passar a França, cosa que no aconseguí. Tornà a Reus el 1833, on ingressà a la Milícia per combatre els carlins. Pel desembre d'aquell any, participà en un aldarull de protesta dels milicians per la tolerància de les autoritats amb els carlins passius. Van ser expulsats de la milícia a causa d'aquella protesta, entre d'altres, Joan Martell, Joan Prim i Jaume Llort. Llort fugí a Mallorca, on passà tantes penalitats que s'hagué de vendre la capa per comprar menjar. Llort era a Reus el juliol de 1835 quan la crema de convents, on segons sembla, tot i capitanejar un grup d'assaltants, salvà de les flames a uns quants novicis amagats. Va tenir diverses topades amb les autoritats locals, com a mínim fins al 1841. Un d'aquests enfrontaments va ser per la temptativa d'impedir el desarmament de la Milícia el 1839, cosa que va provocar la seva detenció durant uns dies i l'exili a Amèrica durant cinc mesos. Abans, el 1838 ja havia emigrat a França. Pel novembre de 1839 marxà a Montevideo, d'on tornà l'any següent. El 1841 ingressà a la Milícia Nacional de Reus, on arribà a subtinent. A finals de 1842, va entrar amb aquest grau al cos de Carrabiners a la comandància de Barcelona. Involucrat en la segona revolta contra Espartero, fugí a Gibraltar, d'on tornà el 1845 i va fer cap a Reus. El 1854 va ser readmès al servei actiu al cos de Carrabiners, i amb el grau de comandant va retirar-se el 1865. Va tornar a l'exèrcit el 1868, i el 1871 tenia ja el retir forçós.
Va obtenir la creu l'orde de Sant Hermenegild, i la Creu de Carles III. Va morir de sobte el 1887 mentre feia la migdiada. En els últims anys de la seva vida l'antic radical s'havia convertit en un "retrógado" segons el canonge Barraquer, que atribueix la seva mort a un càstig diví per haver participat en la crema de convents.
La seva autobiografia va ser publicada el 1989 per l'Associació d'Estudis Reusencs amb el títol de Manifiesto y breve bosquejo de la vida política del joven reusense (...) escrita por el [sic] mismo: 1841. Ell mateix l'havia publicat a Reus per S. Bages y P. Sabater el 1841.